# Autobahnkreuz München-Süd
Das Kreuz München-Süd (Abkürzung: AK München-Süd; Kurzform: Kreuz München-Süd; früher AK München-Brunnthal, umgangssprachlich auch Brunnthal-Dreieck) ist ein Autobahnkreuz in Bayern, das sich in der Metropolregion München befindet. Hier kreuzen sich die Bundesautobahn 8 (Saarland – Stuttgart – München – Salzburg), die Bundesautobahn 99 (Autobahnring München) und die Bundesautobahn 995 (Autobahnzubringer München-Giesing), sowie die Europastraßen 45, 52 und 54.

## Geographie
Das Autobahnkreuz liegt auf dem Gemeindegebiet von Brunnthal. Die umliegenden Gemeinden sind Ottobrunn, Taufkirchen, Höhenkirchen-Siegertsbrunn und Hohenbrunn. Es befindet sich etwa 40 km nordwestlich von Rosenheim, etwa 25 km östlich von Starnberg und etwa 15 km südlich der Münchener Innenstadt.
Das Autobahnkreuz München-Süd trägt auf der A 8 die Anschlussstellennummer 95, auf der A 99 die Nummer 21 und auf der A 995 die Nummer 6.

## Ausbauzustand
Die A 8 ist in Richtung München-Innenstadt vierspurig ausgebaut, in Richtung Holzkirchen siebenspurig mit vier Fahrstreifen Richtung Süden und drei Richtung Norden mit zusätzlicher Freigabe des Standstreifens. Die A 99 ist Richtung Kreuz München-Ost auf sechs Fahrstreifen befahrbar. Die A 995 ist vierspurig ausgebaut. Die Rampen von der A 995 zur A 8 in Richtung Norden und umgekehrt sind einspurig, alle anderen Überleitungen sind zweistreifig.
Das Kreuz ist in Form eines Kleeblatts mit Tangentenlösungen angelegt.

## Verkehrsaufkommen
Das Kreuz ist einer der meistbefahrenen Straßenknotenpunkte in Bayern mit etwa 154.000 Fahrzeugen pro Tag.
| Von                      | Nach                       | Durchschnittliche tägliche Verkehrsstärke | Durchschnittliche tägliche Verkehrsstärke | Durchschnittliche tägliche Verkehrsstärke | Anteil Schwerlastverkehr | Anteil Schwerlastverkehr | Anteil Schwerlastverkehr |
| Von                      | Nach                       | 2005                                      | 2010                                      | 2015                                      | 2005                     | 2010                     | 2015                     |
| ------------------------ | -------------------------- | ----------------------------------------- | ----------------------------------------- | ----------------------------------------- | ------------------------ | ------------------------ | ------------------------ |
| AS Taufkirchen-Ost (A 8) | AK München-Süd             | 040.400                                   | 042.000                                   | 049.000                                   | 02,8 %                   | 02,4 %                   | 02,5 %                   |
| AK München-Süd           | AS Hofoldinger Forst (A 8) | 116.200                                   | 113.500                                   | 117.400                                   | 09,8 %                   | 10,1 %                   | 11,2 %                   |
| AS Ottobrunn (A 99)      | AK München-Süd             | 089.400                                   | 092.100                                   | 087.200                                   | 11,2 %                   | 12,8 %                   | 17,8 %                   |
| AS Sauerlach (A 995)     | AK München-Süd             | 067.700                                   | 053.300                                   | 055.100                                   | 08,6 %                   | 04,3 %                   | 04,3 %                   |

## Trivia
Der historische Name "Brunnthal-Dreieck" hängt damit zusammen, dass das Autobahnkreuz stufenweise ausgebaut wurde. Letztlich ist die A995 nur eine Übergangslösung, bis der vollständige Ausbau der A99 zu einem Autobahnring realisiert wird – das Projekt wird aber immer wieder auf unbestimmte Zeit verschoben.